# Todd Haynes
Pour les articles homonymes, voir Haynes.
Todd Haynes, né le 2 janvier 1961 dans le quartier d'Encino à Los Angeles, est un réalisateur, scénariste et producteur américain de films indépendants.

## Biographie

### Famille et vie privée
Son père, Allen E. Haynes, était un importateur de cosmétique et sa mère, Sherry Lynne (née Semler), étudiait le théâtre (et a même fait une brève apparition dans I'm Not There). Haynes est juif du côté de sa mère,.
Sa sœur, Gwynneth Haynes, fait partie du groupe Sophe Lux.
Todd Haynes est ouvertement gay.

### Carrière

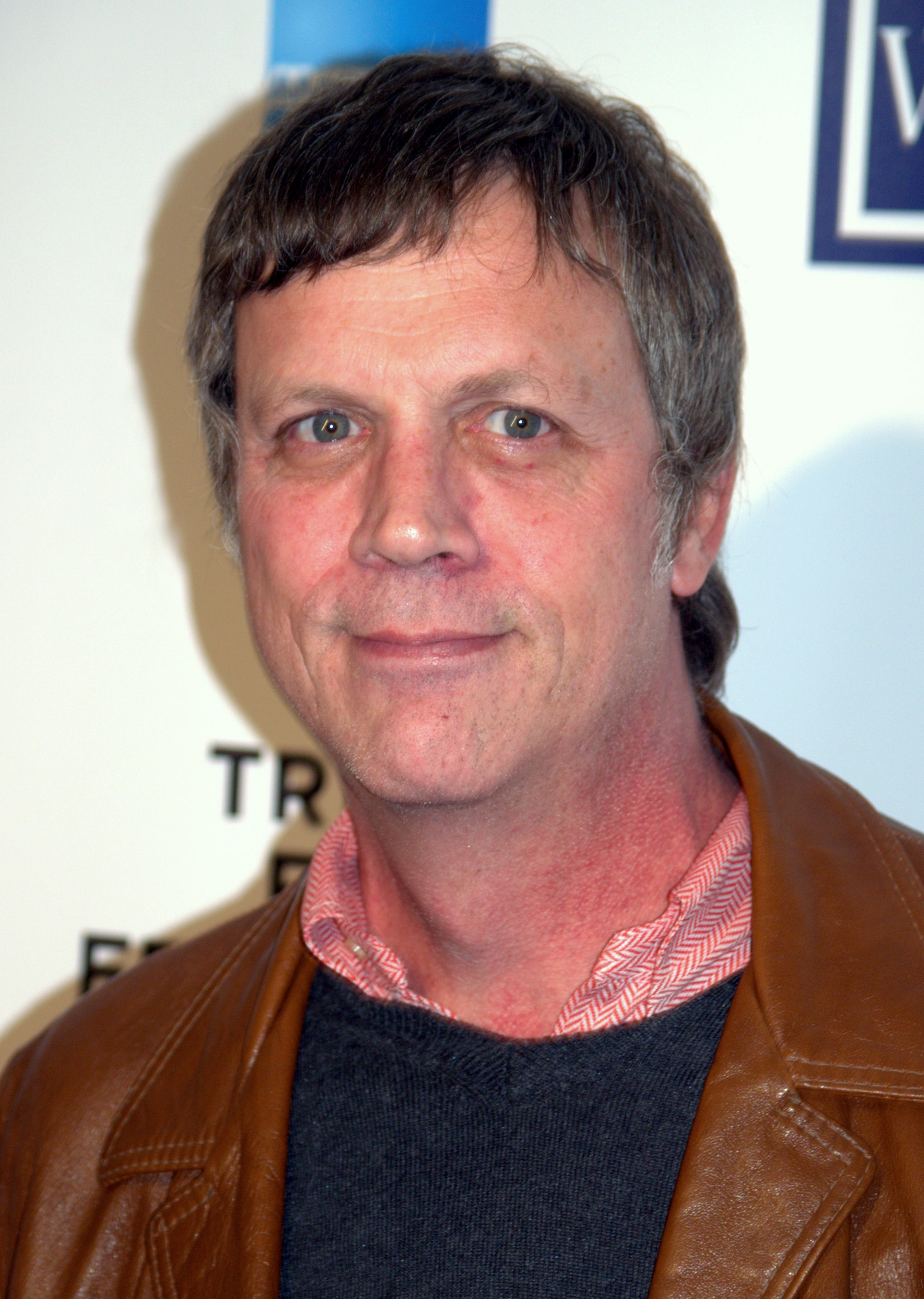
Todd Haynes au Festival du film de Tribeca en 2009.

En 1987, il réalise Superstar: The Karen Carpenter Story. Ce moyen-métrage sur la vie de Karen Carpenter, chanteuse du groupe The Carpenters, est réalisé avec des poupées Barbie.
Poison est un hommage à Jean Genet, Velvet Goldmine est un film sur le glam rock, rempli de références à Citizen Kane d'Orson Welles. Loin du paradis est un film mélo évoquant le cinéma de Douglas Sirk. Il réalise ensuite I'm Not There, qui retrace la vie de Bob Dylan, puis, après une longue pause, la mini-série Mildred Pierce, pour HBO.

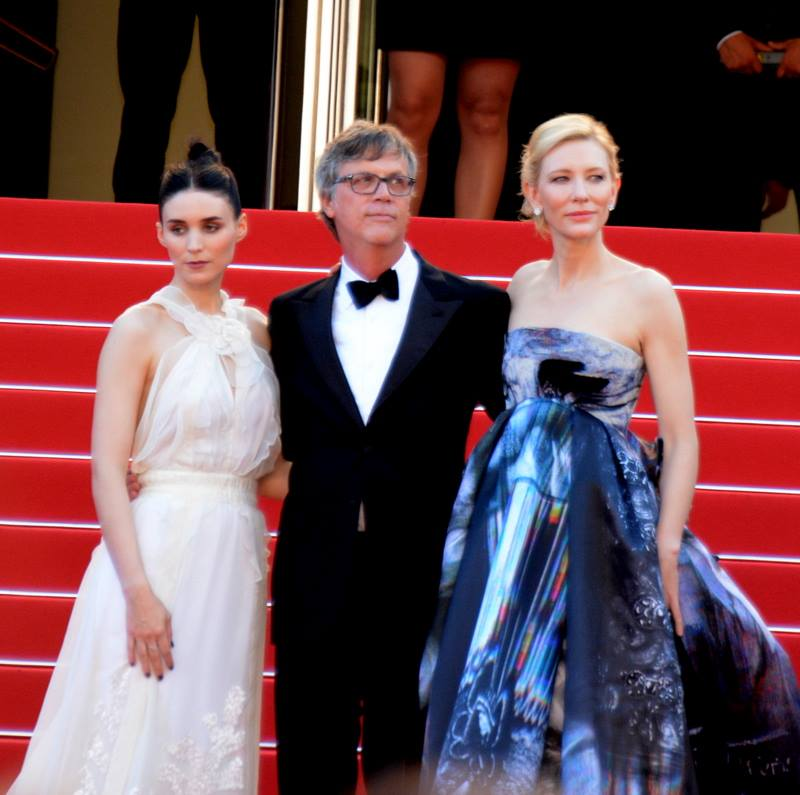
Todd Haynes à la première de son film Carol à Cannes en 2015, en compagnie de Rooney Mara (à gauche) et Cate Blanchett (à droite).

Il revient au cinéma en 2015 avec Carol, une adaptation d'un roman de Patricia Highsmith qui sera nommé pour six Oscars. S'ensuit la réalisation de Wonderstruck, adapté du roman de Brian Selznick et sélectionné à Cannes, un film s'adressant à un public plus jeune que ses métrages précédents.
Julianne Moore est son actrice fétiche (Safe, Loin du paradis, I'm Not There, Le Musée des merveilles, May December), et Christine Vachon sa fidèle productrice. Il travaille à plusieurs reprises avec Cate Blanchett (I'm Not There, Carol), avec le directeur de la photographie Ed Lachman et avec le compositeur Carter Burwell.

## Filmographie

### Réalisateur

#### Cinéma

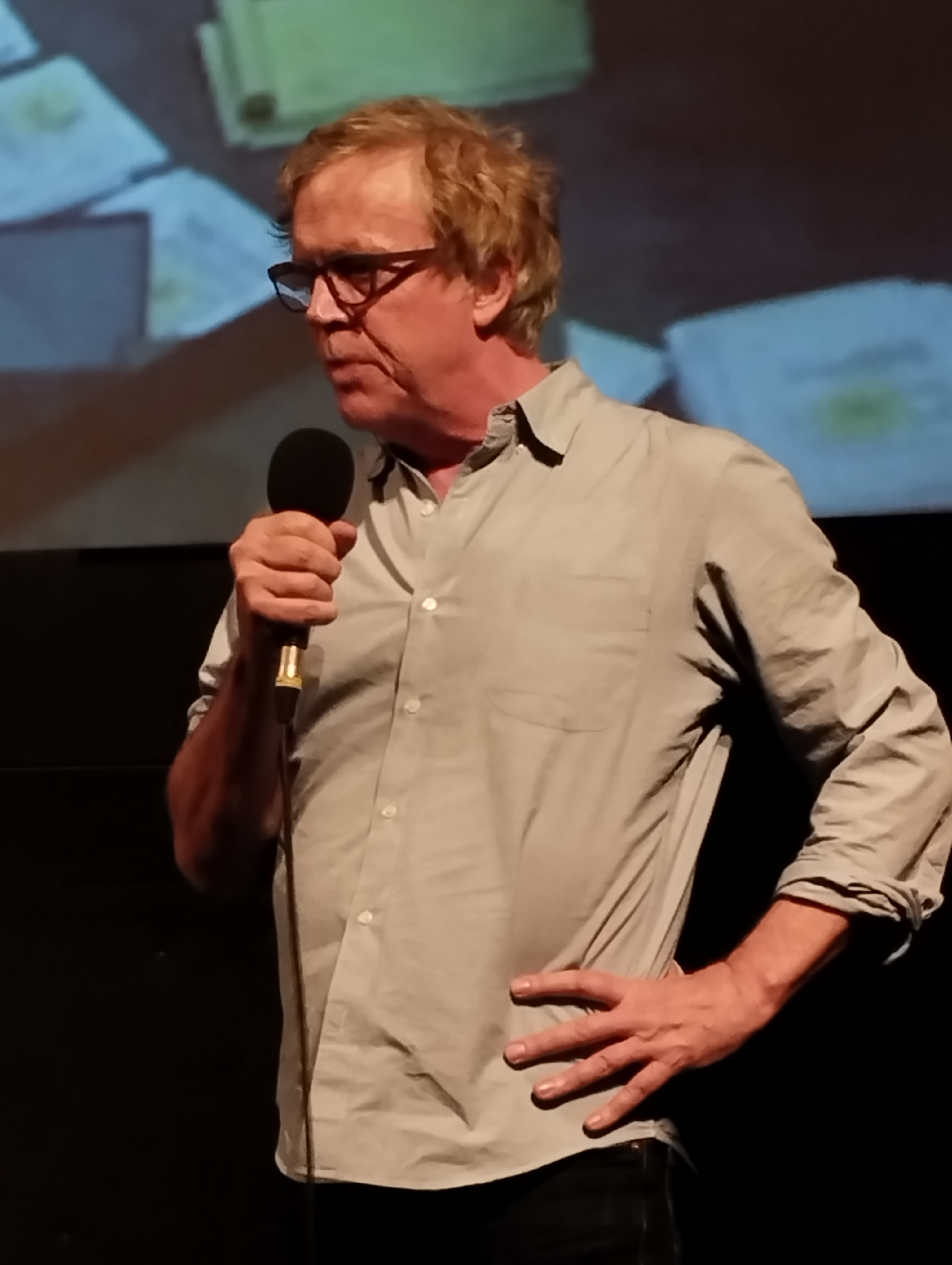
Todd Haynes présentant Dark Waters au centre Georges-Pompidou, en mai 2023.

- 1978 : The Suicide (court métrage)
- 1985 : Assassins : A Film Concerning Rimbaud (moyen métrage)
- 1987 : Superstar: The Karen Carpenter Story (moyen métrage)
- 1991 : Poison
- 1993 : Dottie Gets Spanked (court métrage)
- 1995 : Safe
- 1998 : Velvet Goldmine
- 2002 : Loin du paradis (Far from Heaven)
- 2006 : I'm Not There
- 2015 : Carol
- 2017 : Le Musée des merveilles (Wonderstruck)
- 2019 : Dark Waters
- 2021 : The Velvet Underground (documentaire)
- 2023 : May December

#### Clip
- 1990 : Sonic Youth : Disappearer[5]

#### Télévision
- 2011 : Mildred Pierce (mini-série télévisée)
- 2013 : Enlightened (série télévisée), saison 2, épisode 6 All I Ever Wanted
- 2013 : Six By Sondheim (en) (téléfilm), segment I'm Still Here avec Jarvis Cocker

### Producteur
- 1987 : Superstar: The Karen Carpenter Story
- 2006 : Echo Park, L.A. de Richard Glatzer et Wash Westmoreland
- 2006 : Old Joy de Kelly Reichardt
- 2008 : Wendy et Lucy de Kelly Reichardt
- 2011 : Mildred Pierce
- 2011 : La Dernière Piste de Kelly Reichardt

### Acteur
- 1985 : Assassins : A Film Concerning Rimbaud (moyen métrage) de lui-même : lui-même
- 1987 : Superstar: The Karen Carpenter Story (moyen métrage) de lui-même : Todd Donovan, DJ (voix)
- 1989 : He Was Once (court métrage) de Mary Hestand : Randy
- 1992 : Swoon de Tom Kalin (en) : Tête de phrénologie

## Distinctions

### Récompenses
- Festival du film de Sundance 1991 : Grand prix pour Poison
- Berlinale 1991 : Teddy Award pour Poison
- Festival de Seattle 1995 : Prix American Independent pour Safe
- Festival de Rotterdam 1996 : Mention spéciale du Prix FIPRESCI pour Safe
- Festival de Cannes 1998 : Prix de la meilleure contribution artistique pour Velvet Goldmine
- Mostra de Venise 2002 : Mention spéciale du Prix Signis pour Loin du paradis
- Satellite Awards 2003 : Meilleur réalisateur et meilleur scénario original pour Loin du paradis
- Chlotrudis Awards 2003 : Meilleur réalisateur et meilleur scénario original pour Loin du paradis
- Mostra de Venise 2007  : Prix spécial du jury et Prix CinemAvvenire pour I'm Not There
- Film Independent Spirit Awards 2008 : Prix Robert-Altman collectif pour I'm Not There
- Festival de Chicago 2015 : Hugo d'or pour Carol
- Gotham Awards 2015 : Gotham Tribute
- New York Film Critics Circle Awards 2015 : Meilleur réalisateur pour Carol
- Festival de Locarno 2017 : Prix d'honneur pour sa carrière

### Nominations
- Film Independent Spirit Awards 1996 : Meilleur film, meilleur réalisateur et meilleur scénario pour Safe
- Festival de Cannes 1998 : en compétition pour la Palme d'or pour Velvet Goldmine
- Mostra de Venise 2002 : en compétition pour le Lion d'or pour Loin du paradis
- Golden Globes 2003 : Meilleur scénario pour Loin du paradis
- Oscars 2003 : Meilleur scénario original pour Loin du paradis
- Film Independent Spirit Awards 2003 : Meilleur film et meilleur réalisateur pour Loin du paradis
- Mostra de Venise 2007  : en compétition pour le Lion d'or pour I'm Not There
- Film Independent Spirit Awards 2008 : Meilleur film et meilleur réalisateur pour I'm Not There
- Primetime Emmy Awards 2011 : Meilleure mini-série ou meilleur téléfilm, meilleure réalisation pour une mini-série ou un téléfilm, meilleur scénario pour une mini-série ou un téléfilm pour Mildred Pierce
- Satellite Awards 2011 : Meilleure mini-série ou meilleur téléfilm pour Mildred Pierce
- Golden Globes 2012 : Meilleure mini-série ou meilleur téléfilm pour Mildred Pierce
- Festival de Cannes 2015 : en compétition pour la Palme d'or pour Carol
- Golden Globes 2016 : Meilleur film et meilleur réalisateur pour Carol
- Baftas 2016 : Meilleur film et meilleur réalisateur pour Carol
- David di Donatello 2016 : Meilleur film étranger pour Carol
- Festival de Cannes 2017 : en compétition pour la Palme d'or pour Le Musée des merveilles
- Césars 2021 : Meilleur film étranger pour Dark Waters
- Festival de Cannes 2023 : en compétition pour la Palme d'or pour May December
- Film Independent Spirit Awards 2024 : Meilleur film et meilleur réalisateur pour May December